# Nowhere Man
Nowhere Man is een lied van het muziekalbum Rubber Soul uit 1965 van de Britse popgroep The Beatles. Het lied werd voornamelijk geschreven door John Lennon, maar staat zoals gebruikelijk op naam van Lennon en Paul McCartney. Nowhere Man werd in 1966 in de Verenigde Staten ook als single uitgebracht. In 1999 verscheen het nummer ook op Yellow Submarine Songtrack, de heruitgave van de soundtrack bij de animatiefilm Yellow Submarine.

## Achtergrond
Hoewel de populariteit van The Beatles in 1965 nog steeds groeiende was, was Lennon niet tevreden met zijn leven. Lennon was net als de twee andere getrouwde Beatles, George Harrison en Ringo Starr, gaan wonen in een landhuis in het gebied rondom de plaats Weybridge. Het leven in Weybridge, een voorstad van Londen waar vooral welgestelden wonen, ging Lennon al snel vervelen. Dit leidde ertoe dat hij veel sliep; en ook wanneer hij wakker was deed hij weinig.
Dit gevoel van niets doen en van nergens heen gaan, was voor Lennon de inspiratie voor Nowhere Man. Dit gevoel werd verstrekt doordat hij die dag vijf uur lang vergeefs had geprobeerd een goed nummer te schrijven. Gefrustreerd besloot hij te gaan liggen om te gaan slapen. Op dat moment kwam volgens Lennon de inspiratie voor het nummer toen hij bedacht dat hij een "nowhere man" was die "nergens heen ging". Vervolgens kwam de tekst en de muziek van het nummer als vanzelf volgens Lennon.
Hoewel Nowhere Man in de derde persoon is geschreven, gaat het lied wel degelijk over Lennon zelf. In de liedtekst is Lennon kritisch op zichzelf, want hij omschrijft de "nowhere man" als iemand die blind is, die slechts ziet wat hij wil zien en niet weet waar hij heen gaat. Zelfkritiek is een regelmatig terugkerend thema in de teksten van Lennon in deze periode, bijvoorbeeld in I'm a Loser en Help!. Achteraf realiseerden velen - waaronder McCartney - zich pas dat Lennon in deze nummers over zichzelf schreef.

## Opnamen
Op 21 oktober 1965 begonnen The Beatles in de Abbey Road Studios in Londen aan de opnamen van Nowhere Man. Na enkele repetities, namen The Beatles die dag twee takes van het nummer op. De eerste take was onvolledig en de tweede take bestond uit een driestemmig gezongen introductie gevolgd door een backingtrack bestaande uit elektrische gitaren.
The Beatles waren echter niet tevreden over het nummer en begonnen een dag later aan een nieuw arrangement van het nummer. The Beatles namen die dag in drie takes de backingtrack van Nowhere Man op. Aan de beste take werden vervolgens de zangpartijen toegevoegd middels een overdub.
In deze periode gingen The Beatles ook meer en meer experimenteren met andere manieren waarop ze hun nummers konden opnemen, waarbij ze de geluidstechnici van Abbey Road forceerden om dingen te doen die ze niet gewend waren. Ook bij Nowhere Man deden ze dit. McCartney herinnert zich dat The Beatles de hoge tonen van hun gitaren versterkt wilden hebben voor Nowhere Man. De geluidstechnici probeerden dit zo goed mogelijk te doen, maar The Beatles waren nog niet tevreden en drongen erbij de technici op aan om de hoge tonen nog verder te versterken, ver voorbij wat normaal gesproken gedaan werd.
Wat verder opvalt is dat de gitaarsolo ongebruikelijk vroeg komt in het nummer. Het scherpe metaalachtige geluid was afkomstig van de Rickenbacker-gitaar van George Harrison.

## Personage inYellow Submarine
In de speelfilm Yellow Submarine uit 1968 ontmoeten The Beatles dr. Jeremy Hilary Boob. Jeremy is een vreemd, klein mannetje met een blauw gezicht, roze oren en een staart, wiens uitspraken op elkaar rijmen. Omdat The Beatles vinden dat Nowhere Man op Jeremy slaat, besluiten ze dit nummer voor hem te zingen.

## Uitgaven
Nowhere Man verscheen voor het eerst op het album Rubber Soul dat op 3 december 1965 werd uitgebracht in Groot-Brittannië. In de Verenigde Staten werd het nummer echter door Capitol niet op Rubber Soul uitgebracht, maar op het album "Yesterday" ...and Today dat op 20 juni 1966 verscheen. In de VS werd Nowhere Man op 21 februari 1966 ook als single uitgebracht, waar het nummer de derde plaats in de Billboard Hot 100 haalde. In 1999, bij de heruitgave van de film Yellow Submarine, verscheen het nummer ook op de soundtrack genaamd bij deze film, Yellow Submarine Songtrack.

## Bezetting
- John Lennon – zang, akoestische slaggitaar, leadgitaar
- Paul McCartney – achtergrondzang, basgitaar
- George Harrison – achtergrondzang, leadgitaar
- Ringo Starr – drums